# Ronald Araújo
Ronald Federico Araújo da Silva (Rivera, 7 de março de 1999) é um futebolista uruguaio que atua como zagueiro e lateral-direito. Atualmente joga pelo Barcelona.[carece de fontes?]

## Carreira
Nascido em Rivera, Araújo se juntou às categorias de base do Rentistas, vindo do time de sua cidade Huracán de Rivera. Ele fez sua estreia oficial como profissional em 24 de setembro de 2016, entrando como substituto na vitória por 1–0 contra o Tacuarembó, na Segunda Divisão. Araújo marcou seu primeiro gol oficial em 9 de dezembro de 2016, no empate em casa por 2–2, contra o Central Español. Ele se tornou titular do time durante a temporada de 2017, e marcou um hat-trick em uma vitória fora de casa por 3–2 contra o Villa Española em 17 de junho daquele ano.
Em 28 de junho de 2017, Araújo se juntou ao Boston River, da Primeira Divisão. Fez sua estreia oficial pelo clube em 18 de setembro, entrando no lugar de Maximiliano Sigales, na vitória em casa por 1–0 contra o El Tanque Sisley.
Em 29 de agosto de 2018, Araújo assinou um contrato de cinco anos com o Barcelona por uma taxa de €1,7 milhões, mais €3,5 milhões em variáveis; inicialmente, ele foi designado para o Barcelona B na Segunda División B. Ele fez sua estreia na equipe principal – e na La Liga – em 6 de outubro do ano seguinte, entrando como substituto de Jean-Clair Todibo aos 73 minutos de uma vitória em casa por 4–0 contra o Sevilla; no entanto, ele foi expulso aos 86 minutos por cometer falta em Javier Hernández.
Para a temporada 2020–21, Araújo foi promovido ao elenco principal, recebendo a camisa número 4, que anteriormente era usada por Ivan Rakitić. Em 19 de dezembro de 2020, ele marcou seu primeiro gol na La Liga pelo Barcelona em um empate em casa por 2–2 contra o Valencia.
Em 20 de março de 2022, Araújo marcou seu primeiro gol no El Clásico, cabeceando um escanteio de Ousmane Dembélé em uma vitória por 4–0 como visitante contra os líderes da liga no Santiago Bernabéu.
Durante as primeiras 21 partidas da liga da temporada 2022–23, Araújo formou uma parceria defensiva ao lado de Andreas Christensen e ocasionalmente de Jules Koundé como zagueiro central, ajudando o Barcelona a manter o maior número de jogos sem sofrer gols (16) em todas as cinco principais ligas da Europa.
Em 21 de julho de 2023, o Barcelona anunciou Araújo como o terceiro capitão do clube. Em 4 de novembro de 2023, ele marcou seu primeiro gol da temporada 2023–24 no 92º minuto de acréscimo em uma vitória por 1–0 como visitante sobre a Real Sociedad.
No dia 23 de janeiro de 2025, o Barcelona anunciou a renovação de contrato do zagueiro até 2031.

## Carreira Internacional
Após representar o Uruguai nos níveis sub-18 e sub-20, Araújo recebeu sua primeira convocação para a equipe principal em 5 de outubro de 2020, para dois jogos das Eliminatórias da Copa do Mundo FIFA de 2022 contra Chile e Equador. Ele fez sua estreia internacional completa oito dias depois, começando em uma derrota por 2–4 contra o último mencionado.
Em junho de 2021, Araújo foi incluído na lista final de 26 jogadores da seleção do Uruguai para a Copa América de 2021 no Brasil, mas não participou de nenhum dos cinco jogos da equipe uruguaia no torneio, sofrendo também uma lesão muscular.
Apesar de estar se recuperando de uma lesão, Araújo foi incluído na seleção do Uruguai para a Copa do Mundo FIFA de 2022, esperando-se que se recuperasse durante a fase de mata-mata.
Em 16 de novembro de 2023, ele marcou seu primeiro gol pela seleção nacional contra a Argentina nas eliminatórias da Copa do Mundo FIFA de 2026 na quinta rodada, no La Bombonera em Buenos Aires. Aos 41 minutos, Araújo recebeu a bola após um cruzamento rasteiro de Matías Viña na área e venceu o goleiro argentino Emiliano Martínez com um chute do lado direito do gol para o canto inferior esquerdo.

## Títulos
Barcelona[carece de fontes?]
- Campeonato Espanhol: 2022–23, 2024–25[20]
- Copa do Rei: 2020–21, 2024–25[21]
- Supercopa da Espanha: 2022–23 e 2024–25

## Prêmios Individuais
- Time da temporada do Jornal Marca: 2022-23[22]